# مالهادا دو پدراس
مالهادا دو پدراس (به پرتغالی: Malhada de Pedras) یک منطقهٔ مسکونی در برزیل است که در باهیا واقع شده‌است. مالهادا دو پدراس ۸٬۳۵۹ نفر جمعیت دارد.